# Teatro dell'Aquila
Le Teatro dell'Aquila est l'opéra de la ville de Fermo, en Italie. Il est situé dans la rue Mazzini.

## Histoire
Le bâtiment a été construit à partir de 1780 et achevé en 1790 d'après les plans de Cosimo Morelli (it). 
Le théâtre précédent, situé dans l'actuelle Sala dei Ritratti du Palazzo dei Priori, construit en bois, avait brûlé dans un incendie. La première représentation a eu lieu le 26 septembre 1790. Fermé en 1984, Le théâtre a été rouvert, après restauration, en 1997.

## Description
Les fresques du plafond ont été réalisés par Luigi Cochetti (it) et représentent les dieux de l’Olympe. Le rideau de théâtre a également été peint par Cochetti et représente Armonia che consegna la cetra al genio fermano. D'autres peintures, maintenant dans l'entrée, ont été peintes en 1830 par Alessandro Sanquirico. 